# Ecsenius gravieri
Ecsenius gravieri es una especie de pez de la familia Blenniidae en el orden de los Perciformes.

## Morfología
Los machos pueden llegar alcanzar los 8 cm de longitud total.

## Reproducción
Es ovíparo.

## Hábitat
Es un pez de mar y de clima tropical y asociado a los  arrecifes de coral.

## Distribución geográfica
Se encuentra desde el Mar Rojo (incluyendo el Golfo de Aqaba) hasta la parte más occidental del Golfo de Adén.